# أيض ثانوي

الستربتومايسين، هو مضاد حيوي مهم تنتجه البكتيريا المتسلسلة

الأيض الثانوي (أو يسمى أيضا بالأيض المتخصص) هو مصطلح للمسارات والجزيئات الصغيرة الناتجة من الأيض والتي لا تعد مطلوبة بشكل قاطع لبقاء الكائن الحي.

## روابط خارجية
- الأيض الثانوي للنباتات